# Cathédrale Saint-Christophe de Ruremonde
Cette  cathédrale n’est pas la seule cathédrale Saint-Christophe.
La cathédrale Saint-Christophe (en néerlandais : Sint-Christoffelkathedraal) est l'église-mère du diocèse de Ruremonde aux Pays-Bas.

## Historique

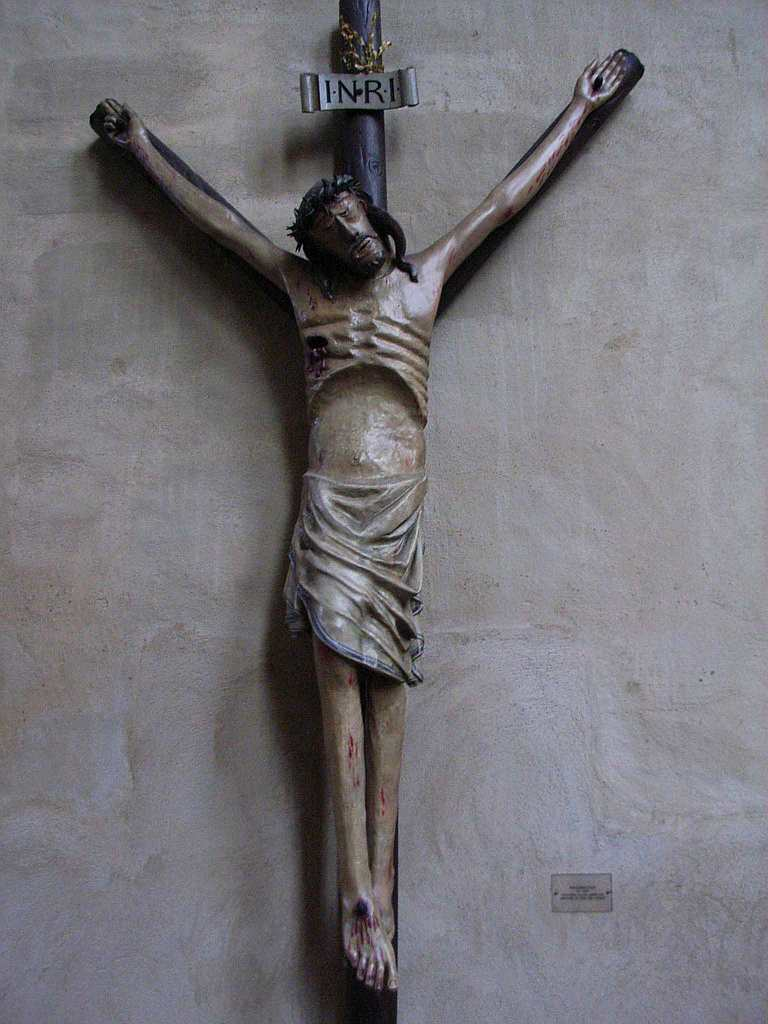
Christ en croix du XIIIe siècle à l’intérieur de la cathédrale.

La construction de l'édifice commence en 1410 selon un plan basilical cruciforme, mais les plans sont altérés au cours du XVe siècle. Le chœur est construit selon un plan d'église-halle à trois nefs. Quant au vaisseau de la cathédrale, il comporte cinq nefs. L'église est achevée au XVIe siècle. Elle est élevée au rang de cathédrale en 1661, un siècle après l'érection du diocèse en 1559.
La cathédrale est sévèrement endommagée à la fin de la Seconde Guerre mondiale, lorsque les troupes allemandes évacuent la ville et que le lendemain les troupes alliées s'en emparent. La tour de 78 mètres de hauteur est démolie. Elle est reconstruite à l'identique quelques années plus tard. Le tremblement de terre de 1992 provoque également quelques dommages. Elle est restaurée entre 2005 et 2007.
Le 13 mai 2006, le cardinal José Saraiva Martins, préfet de la Congrégation pour les causes des saints célèbre, dans la cathédrale, la béatification de Mère Marie-Thérèse de Saint Joseph.

## Intérieur
La cathédrale conserve la croix de l'abbaye cistercienne de Dalheim sécularisée en 1804 à l'époque napoléonienne.
L'orgue actuel date de 1957. Il est issu de la maison Verschueren.

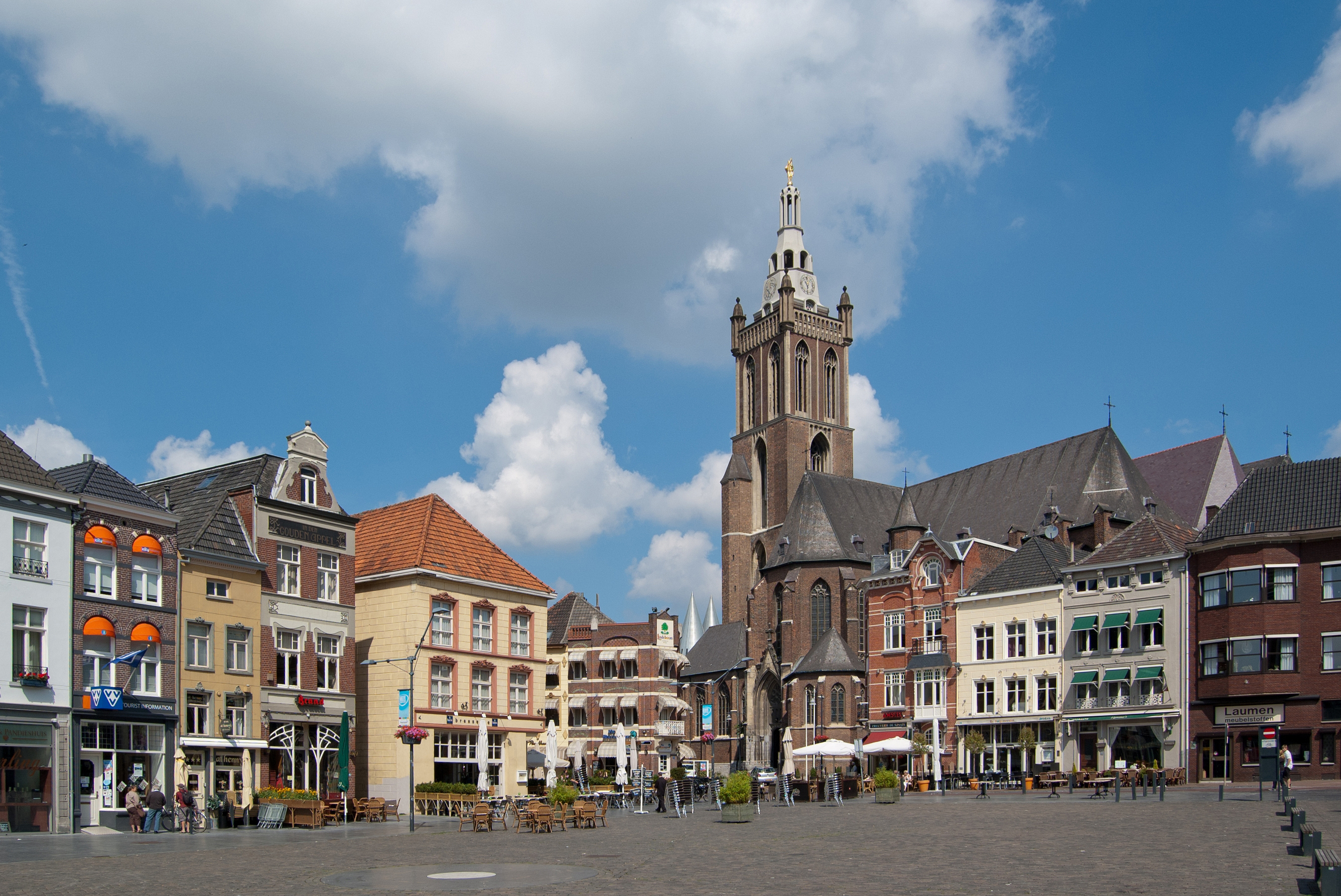
Place du Marché avec la cathédrale de Ruremonde.

## Source
- (de) Cet article est partiellement ou en totalité issu de l’article de Wikipédia en allemand intitulé « Christoffelkathedraal » (voir la liste des auteurs).